# Saint-Jean-de-Tholome
Saint-Jean-de-Tholome är en kommun i departementet Haute-Savoie i regionen Auvergne-Rhône-Alpes i sydöstra Frankrike. Kommunen ligger i kantonen Saint-Jeoire som tillhör arrondissementet Bonneville. År 2022 hade Saint-Jean-de-Tholome 1 157 invånare.

## Befolkningsutveckling
Antalet invånare i kommunen Saint-Jean-de-Tholome
| Referens: INSEE |